# Atherinella pallida
Atherinella pallida är en fiskart som först beskrevs av Fowler, 1944.  Atherinella pallida ingår i släktet Atherinella och familjen Atherinopsidae. Inga underarter finns listade.